# Tratado de Chicago

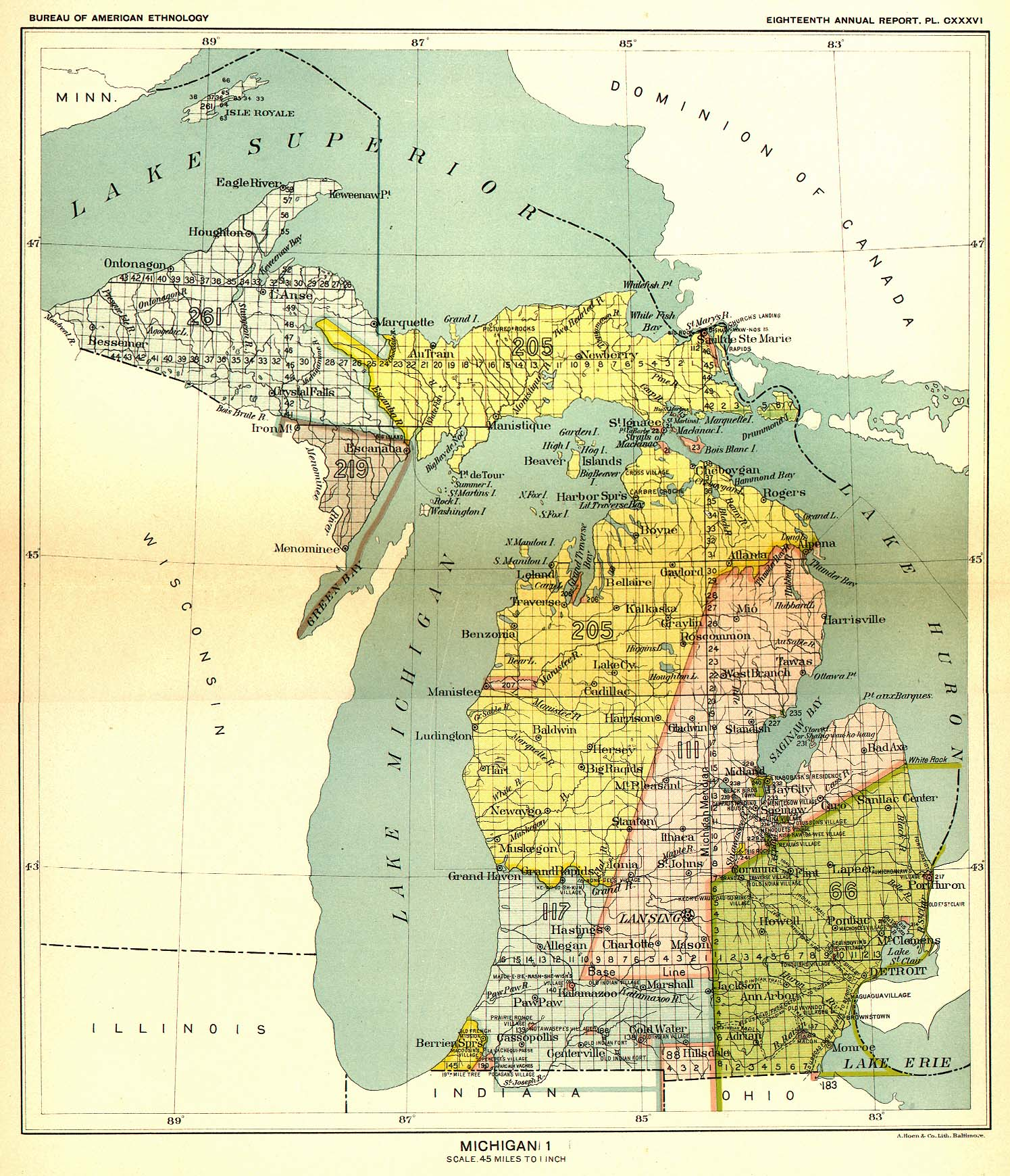
El área gris muestra las tierras cedidas en 1821.

Se utiliza la designación Tratado de Chicago o Tratado internacional de Chicago para cualquiera de los dos documentos confeccionados y firmados en Chicago, Illinois, entre Estados Unidos y los nativos de Ottawa, ojibwe (o chippewa) y potawatomi.

## Tratado de 1821
El primer tratado de Chicago fue firmado por Lewis Cass, gobernador de Míchigan, y Solomon Sibley, por parte de Estados Unidos, y varios representantes indígenas el 29 de agosto de 1821, y proclamado el 25 de marzo de 1822. El acuerdo concedía a los Estados Unidos de América todas las tierras pertenecientes al Territorio de Míchigan al sur del Gran Río, con la excepción de varias pequeñas reservas.

## Tratado de 1833
Firmado por el gobernador del Territorio de Míchigan George B. Porter, Thomas J. V. Owen y William Weatherford así como por parte de varios representantes de las mismas tribus de 1821, fue acordado el 26 de septiembre de 1833 y proclamado el 21 de febrero de 1835. Por este tratado los nativos cedieron a los Estados Unidos todas sus tierras al oeste del lago Míchigan, aproximadamente 20.000 kilómetros cuadrados, a cambio de una reserva de igual orden al oeste del río Misuri. En los artículos suplementarios al documento las tribus cedían algunas de las reservas específicamente garantizadas para ellos en el Territorio de Míchigan en tratados previos, al este del lago Míchigan y al sur del Gran Río.
- Datos: Q928799
- Multimedia: Treaty of Chicago (1821) / Q928799